# Euphalerus antillensis
Euphalerus antillensis är en insektsart som beskrevs av Caldwell och Martorell 1952. Euphalerus antillensis ingår i släktet Euphalerus och familjen rundbladloppor. Inga underarter finns listade i Catalogue of Life.